# Молой
Молой — деревня в Баяндаевском районе Иркутской области России. Входит в муниципальное образование «Гаханы». Находится примерно в 15 км к северо-востоку от районного центра.

## Население
| 2002 | 2010 | 2011 | 2012 |
| ---- | ---- | ---- | ---- |
| 81   | ↘62  | →62  | ↘58  |

По данным Всероссийской переписи, в 2010 году в деревне проживали 62 человека (31 мужчина и 31 женщина).